# Barão do Rio das Contas
Barão do Rio das Contas é um título nobiliárquico brasileiro criado por D. Pedro I do Brasil por decreto de 12 de outubro de 1825, em favor a Francisco Vicente Viana.
Titulares
1. Francisco Vicente Viana;[2]
2. Pedro Munis Barreto de Aragão.